# Orosz Helga
Orosz Helga (Budapest, 1961. augusztus 9. –) magyar színésznő.

## Életpálya
Két évig logopédiát tanult a Gyógypedagógiai Tanárképző Főiskolán, majd a Nemzeti Színház stúdiójának növendéke volt.
1986-ban kapott színészi diplomát a Színház- és Filmművészeti Főiskolán, Szinetár Miklós növendékeként, majd a Madách Színház tagja lett. 1987 és 1990 között a nyíregyházi Móricz Zsigmond Színházban játszott. 1990-91-ben a József Attila Színház művésznője volt, majd szabadfoglalkozásúként számos társulatnál szerepelt. Drámai hősnőket, naivákat, komikákat egyaránt sikerrel alakít. Mindeközben pszichológia és mentálhigiénés tanulmányokat folytatott, hátrányos helyzetű gyermekekkel foglalkozik a mai napig.
Szinkronhangja több ismert színésznőnek is, mint például Angelina Jolie, Michelle Pfeiffer, Sharon Stone vagy Marilyn Monroe.
Húga Orosz Anna színésznő. Férjezett neve: Szarka-Orosz Helga.

## Színdarabok, amelyekben szerepelt
- Rómeó és Júlia/ Nyíregyháza
- A mi kis városunk / Nyíregyháza
- Ármány és szerelem/ Nyíregyháza
- A sevillai borbély /Nyíregyháza
- Játék a kastélyban/Nyíregyháza
- Diákszerelem /Nyíregyháza
- A fösvény /Nyíregyháza
- Ivanov /Nyíregnyíregyháza
- Bunbury /Nyíregyháza
- A kék madár / Nyíregyháza
- Nem élhetek muzsikaszó nélkül / Nyíregyháza
- Józsi /Nyíregyháza
- Hegedűs a háztetőn /Nyíregyháza
- A fösvény / Józsefvárosi színház
- Ez az ország eladó /Józsefvárosi színház
- Romantikus komédia / Tatabánya
- Arzén és levendula / Karinthy Színház
- Lassú felmelegedés / Karinthy Színház
- Black comedy / Székesfehérvár
- Alkonyzóna / Budaörsi Játékszín
- Huzatos ház / Budaörsi Játékszín
- Mit csinál a kongresszus? / Budaörsi Játékszín
- Leánder és Lenszirom / Budaörsi Játékszín
- A szókimondó asszonyság / Budaörsi Játékszín
- Dobszó az éjszakában / Budaörsi Játékszín
- Az 5. Sally / Thália Színház
- És a nyolcadik napon / Thália Színház
- Kulcskeresők / Magyar Kereskedelmi és Vendéglátóipari Múzeum
- Hudi László társulata: Liliom - No. "16 473" (egy Závoczki Endre rekviem) / Merlin
- Hudi László társulata: Isten éltesse Hedvig Ekdal! / Merlin
- A Pál utcai fiúk / József Attila Színház
- Andaxínház: Temenoi - alkotó / Mu Színház
- Andaxínház: Nincs mitől félni - alkotó
- Andaxínház: Válságszilánkok / Mu Színház
- Andaxínház: A kísérlet
- Andaxinház: Örömgyilkos / Mu Színház
- Andaxínház: Még távolabb / Mu Színház
- Andaxínház: Forte Piano / Mu Színház

## Filmjei
- Hacktion: Újratöltve (2013) (tévéfilm)
- Tűzvonalban (2010) (tévéfilm)
- És a nyolcadik napon (2009) (tévéfilm)
- Velem mindig történik valami (2003) (tévéfilm)
- Kisváros (2001) (tévéfilm)
- Barátok közt (2006) (tévésorozat)
- Szomszédok ( 1994–95) (tévésorozat)
- Édes Anna (1990) (tévéfilm)
- A tanítónő (1988) (tévéfilm)
- Dada (1987) (tévéfilm)
- Nyolc évszak (1987) (tévésorozat)
- Akli Miklós (1986)
- A falu jegyzője (1986) (tévéfilm)
- Császárok (1983)

## Sorozatbeli szinkronszerepek
- Balto: Jenna - Bridget Fonda
- Chowder: Truffles - Tara Strong
- Dallas: Kristen Shephard - Mary Crosby
- Happy Holiday: Sylvia - Julia Heinemann
- Baywatch: Jill Riley/Alex Ryker - Shawn Weatherly/Mitzi Kapture
- Acapulco akciócsoport: Krissie Valentine - Holly Floria
- Savannah: Reese Burton/Peterson - Shannon Sturges
- Szerelmek Saint Tropez-ban: Sandra Robert - Mallaury Nataf
- Acapulco öböl: Camille Stockdail - Lara Steinick (első hang)
- Babylon 5: Susan Ivanova - Claudia Christian (2. hang)
- Ausztrál Expressz: Maggie Scott - Louise Caire Clark
- Haszonlesők: Jessica Lovelock - Joanne Heywood
- Kórház a pálmák alatt: Nicole - Karina Kraushaar
- Árnyékember: Barbara Sattler - Jennifer Nitsch
- A mostoha: Daniela - Cecilia Gabriela
- A bohóc: Claudia Diehl - Diana Frank
- Pusszantlak drágám: Bubble, Katy Grin - Jane Horrocks
- Sliders: Maggie Beckett - Kari Wuhrer
- Cagney és Lasey: Christine ”Chris” Cagney - Sharon Gless
- Trópusi hőség: Sylvie Girard - Carolyn Dunn
- Darma és Greg, avagy kettőn áll a vásár: Dharma Freedom Finklestein Montgomery - Jenna Elfman (régi verzió)
- Helen és a fiúk: Johanna - Rochelle Redfield
- Simlis Jack, a karibi szuperkém: Mrs. Emilia Smythe Rothschild - Angela Marie Dotchin (első hang)
- Az elnök emberei: Andrea Wyatt - Kathleen York
- Született feleségek: Beth Young - Emily Bergl
- McLeod lányai: Stephanie ”Stevie” Hall - Simmone Mackinnon (2. hang)
- Mocsok macsók meséi: Donna Barnes - Sonya Walger
- A láthatatlan ember: Claire Keeply - Shannon Kenny
- Sue Thomas F.B.Eye: Tara Williams - Tara Samuel
- Az elveszett világ: Veronica/Abigail Latham - Jennifer O'Dell
- Cybill: Cybill Sheridan - Cybill Shepherd
- John Doe – A múlt nélküli ember: Jamie Avery - Jayne Brook
- Bűvölet: Cora Sensesi - Alessandra Acciai
- Pláza: Rosa Bianco - Sabrina Marinucci
- Jake 2.0: Louise Beckett - Judith Scott
- Androméda: Trance Gemini - Laura Bertram (AXN szinkronverzió)
- Rosalinda: Valeria Del Castillo - Lupita Ferrer
- Lizzie McGuire: Jo McGuire - Hallie Todd
- Viszontlátásra!: Marie-Frederique 'Freddy' de Lancel - Courteney Cox (Arquette)
- Drága doktor úr: Jessica - Sabrina Paravicini
- Elisa di Rivombrosa: Lucrezia Van Necker - Jane Alexander
- Őslények kalandorai: Claudia Brown - Lucy Brown
- Tequila és Bonetti: Fabiana Sasso, nyomozó - Alessia Marcuzzi
- Szentek kórháza: Terri Sullivan - Georgie Parker
- Haláli hullák: Betty Rhomer - Rebecca Gayheart
- Édes, drága titkaink: Karen Darling - Natalie Zea
- Vágom a pasid!: Mia Bevan - Amanda Holden
- Életfogytig zsaru: Lt. Karen Davis - Robin Weigert
- Doktor Addison: Dr. Violet Turner - Amy Brenneman
- Titkok: Cécile Grivel - Delphine Rollin
- Lost – Eltűntek: Juliet Burke - Elizabeth Mitchell
- Kufirc: Pippa - Helen Grace
- Sötét angyal: Dr. Elizabeth Renfro - Nana Visitor
- A szenvedély vihara: Irène - Alexandra Kazan
- A szerelem rabjai: Nequi - Judith Gabbani
- Monte Cristo grófja: Mercédès  - Inoue Kikuko

- Dr. Michelle Oakley - Dr. Oakley házhoz megy